# Kabinett Queuille I

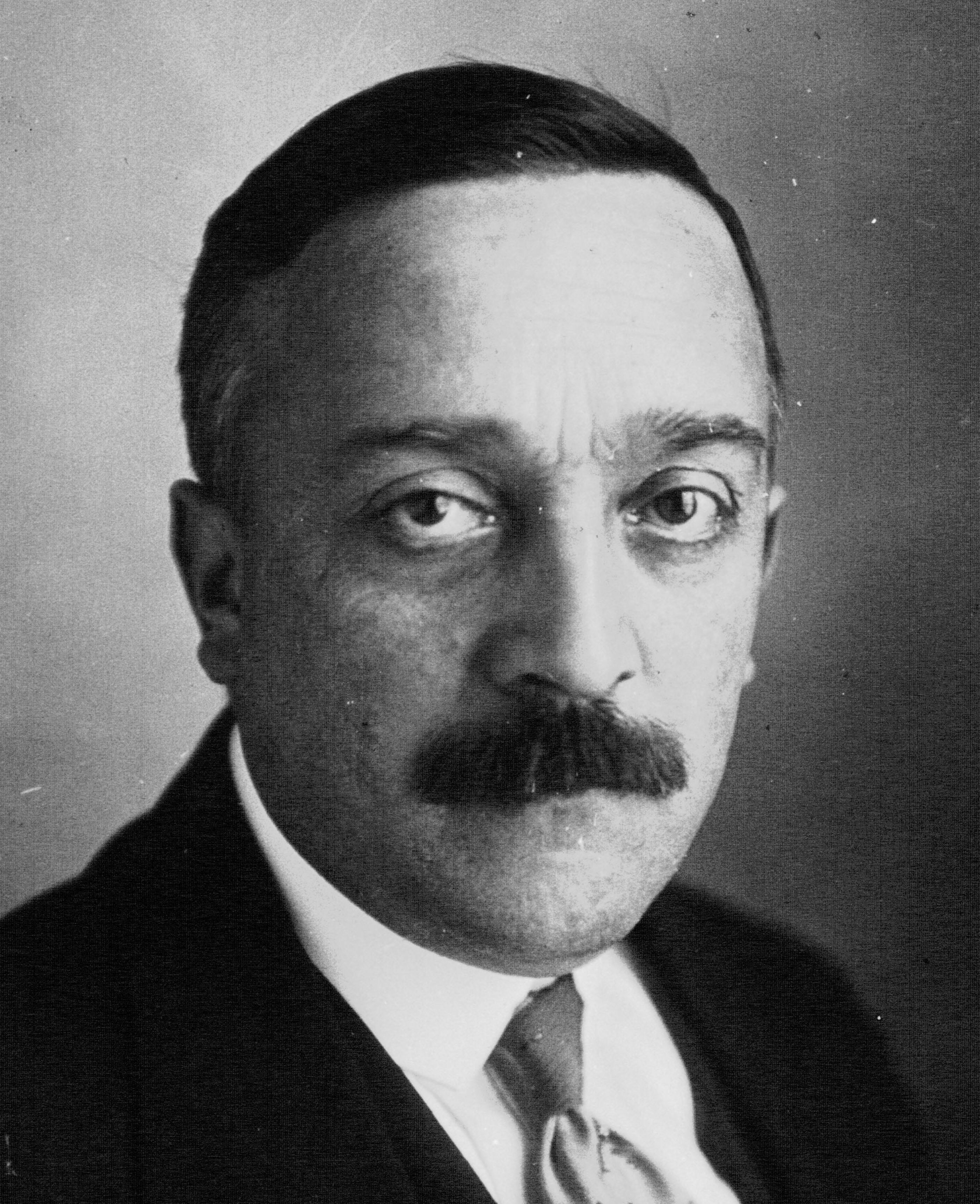
Henri Queuille war zwischen 1948 und 1949 Premierminister

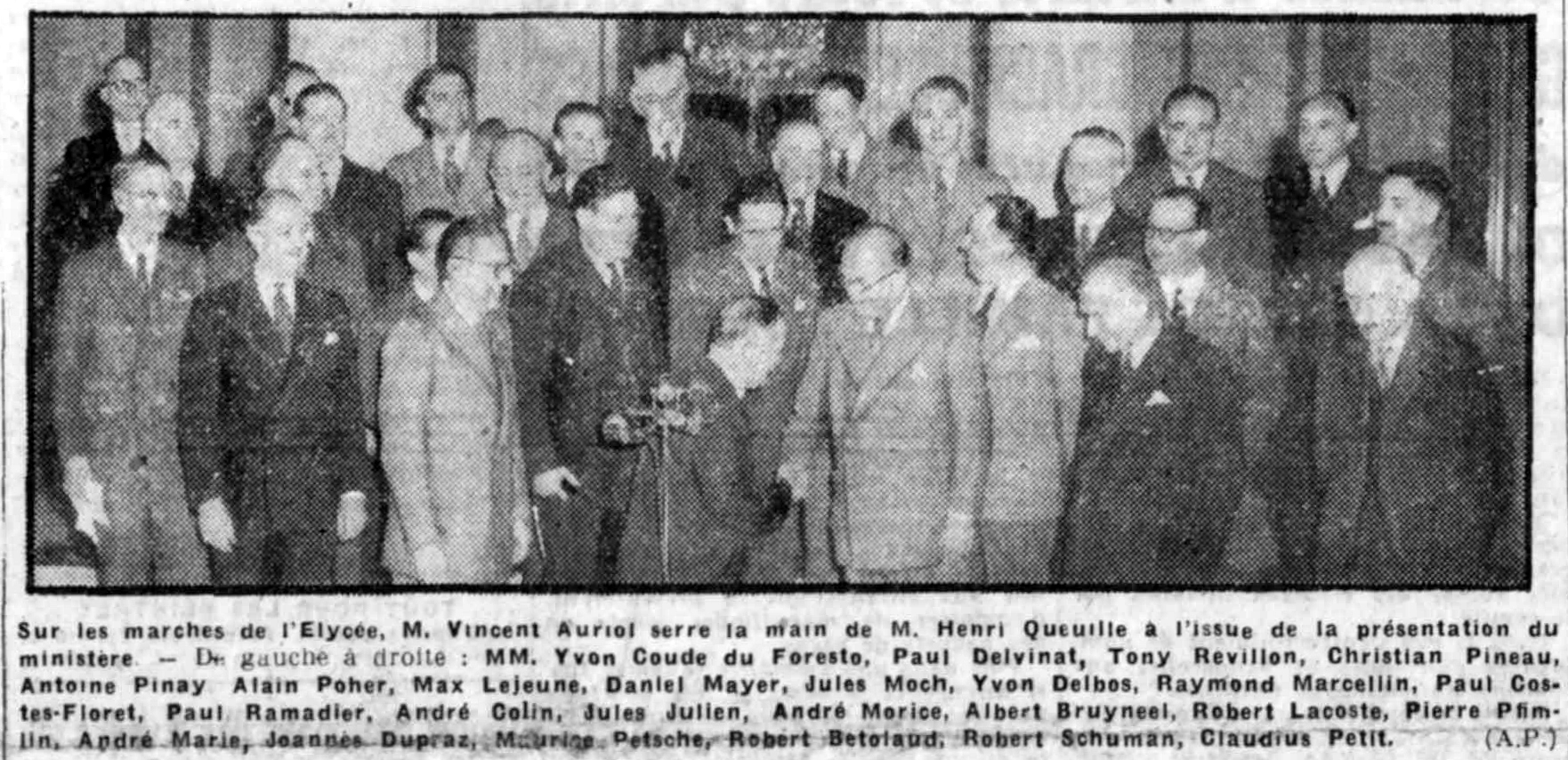
11. September 1948 – Kabinett Henri Queuille (A.P.)

Das erste Kabinett Queille wurde in Frankreich am 11. September 1948 von Premierminister Henri Queuille während der Amtszeit von Staatspräsident Vincent Auriol gebildet und löste das Kabinett Schuman II ab. Am 28. Oktober 1949 wurde das Kabinett vom Kabinett Bidault II abgelöst. Dem Kabinett gehörten Vertreter von Parti républicain, radical et radical-socialiste (PRS), Mouvement républicain populaire (MRP), Section française de l’Internationale ouvrière (SFIO), Union démocratique et socialiste de la Résistance (UDSR) und Centre national des indépendants et paysans (CNI) an.

## Minister
Dem Kabinett gehörten folgende Minister an:
| Amt                                                 | Name                       | Beginn der Amtszeit                 | Ende der Amtszeit                 |
| --------------------------------------------------- | -------------------------- | ----------------------------------- | --------------------------------- |
| Premierminister                                     | Henri Queuille             | 11. September 1948                  | 28. Oktober 1949                  |
| Minister für Finanzen und Wirtschaft                | Henri Queuille             | 11. September 1948                  | 28. Oktober 1949                  |
| Vize-Premierminister                                | André Marie                | 11. September 1948                  | 28. Oktober 1949                  |
| Siegelbewahrer, Justizminister                      | André Marie Robert Lecourt | 11. September 1948 13. Februar 1949 | 13. Februar 1949 28. Oktober 1949 |
| Außenminister                                       | Robert Schuman             | 11. September 1948                  | 28. Oktober 1949                  |
| Innenminister                                       | Jules Moch                 | 11. September 1948                  | 28. Oktober 1949                  |
| Minister für nationale Verteidigung                 | Paul Ramadier              | 11. September 1948                  | 28. Oktober 1949                  |
| Minister für nationale Bildung                      | Yvon Delbos                | 11. September 1948                  | 28. Oktober 1949                  |
| Minister für öffentliche Arbeiten und Verkehr       | Christian Pineau           | 11. September 1948                  | 28. Oktober 1949                  |
| Minister für Industrie und Handel                   | Robert Lacoste             | 11. September 1948                  | 28. Oktober 1949                  |
| Landwirtschaftsminister                             | Pierre Pflimlin            | 11. September 1948                  | 28. Oktober 1949                  |
| Minister für die Überseegebiete                     | Paul Coste-Floret          | 11. September 1948                  | 28. Oktober 1949                  |
| Minister für Arbeit und soziale Sicherheit          | Daniel Mayer               | 11. September 1948                  | 28. Oktober 1949                  |
| Minister für Wiederaufbau und Stadtplanung          | Eugène Claudius-Petit      | 11. September 1948                  | 28. Oktober 1949                  |
| Minister für Veteranen und Kriegsopfer              | Robert Bétolaud            | 11. September 1948                  | 28. Oktober 1949                  |
| Minister für öffentliche Gesundheit und Bevölkerung | Pierre Schneiter           | 11. September 1948                  | 28. Oktober 1949                  |
| Minister für die Handelsmarine                      | André Colin                | 11. September 1948                  | 28. Oktober 1949                  |